# Consell Nacional de la Joventut de Catalunya
El Consell Nacional de la Joventut de Catalunya (CNJC) és la plataforma que aplega gairebé cent entitats juvenils de Catalunya i consells locals de joventut. Fundat el 1979, el CNJC promou els interessos de la gent jove a la societat i davant els poders públics. És una entitat de dret públic de base associativa amb personalitat jurídica pròpia.

## Composició

### Entitats
Actualment, està format per un total de 79 entitats, que tenen en comú el fet de treballar en l'àmbit juvenil i a tot el territori català. Hi ha, però, diferents categories: entitats de ple dret, entitats adherides i entitats col·laboradores.
Les entitats de ple dret són aquelles que compleixen les condicions d'ingrés i que tenen implantació efectiva a tot el territori català. Donat que són de diversa tipologia, s'organitzen en 6 àmbits:
- Entitats educatives
- Organitzacions polítiques
- Acció sindical
- Entitats socials culturals i especialitzades
- Cooperació i intercanvi
- Consells locals de joventut

Les entitats adherides solen ser entitats o bé prestadores de serveis o bé que per la seva tipologia no compleixen les condicions per esdevenir entitats de ple dret.
Finalment, també formen part del CNJC algunes a entitats col·laboradores, que tot i no ser específicament juvenils, són associacions i plataformes que tenen alguna incidència en afers que afecten el jovent de Catalunya.

### Òrgans de Govern
El Consell està format per una estructura de Govern que consta de diferents espais. Incloent 

#### Assemblea General
És el màxim òrgan de participació i decisió del CNJC. L'Assemblea General Ordinària (AGO) és de caràcter anual i està formada per màxim dues persones delegades de cadascuna de les entitats membres.

#### Comitè Executiu
Es convoca dues vegades l'any amb l'objectiu de permetre a les entitats fer seguiment de la tasca duta a terme pel secretariat durant el període comprès entre assemblea i assemblea.

##### Secretariat
El secretariat és l'òrgan electe de gestió i direcció del CNJC. S'escull a l'Assemblea per un mandat de dos anys i l'integren com a màxim 11 representants d'entitats membres de ple dret. Entre aquestes representants s'escull un president o presidenta. La distribució del secretariat ha de ser de 2 representants màxim per àmbit exceptuant l'àmbit d'educatives que pot tenir 3 representants.

## Història
La creació del Consell Nacional de la Joventut de Catalunya és fruit del debat en el marc de l’Assemblea de Catalunya i té els seus antecedents en dues estructures juvenils que neixen en els primers anys de la Transició: el Consell de Forces Polítiques Juvenils de Catalunya (1976-1979), que reuneix les branques juvenils de les organitzacions polítiques de Catalunya, i la Taula Coordinadora d’Entitats i Moviments de Joventut de Catalunya, més coneguda com a Taula de Joves, que, constituïda el 27 de març de 1976, és de fet l’embrió del Consell. El 1977, durant el 1r Congrés de la Joventut de Catalunya, i arran d'una proposta de la Taula de Joves, es va plantejar la creació d'un organisme que aplegués les entitats juvenils catalanes.
El treball conjunt d’aquestes dues organitzacions, conscients de la necessitat de crear una estructura única que aglutinés les demandes juvenils, que fos un òrgan d’interlocució amb el poder polític i que coordinés les entitats (moltes d’elles encara il·legals en aquell moment i algunes actives en la clandestinitat), és el que acabà donant lloc al naixement del Consell. Primer, i prèviament a la recuperació del Parlament de Catalunya, mitjançant el Decret de 2 d’abril de 1979, que n’establirà les bases i en permetrà el reconeixement en l'àmbit governamental i polític. Posteriorment, amb la Llei 14/185, de 28 de juny de 1985, que defineix el Consell com una entitat de dret públic de base associativa, eliminant el nomenament dels càrrecs representatius del Consell per part de la Generalitat.
El Consell va ser adscrit al Departament d'Ensenyament i Cultura de la Generalitat. El 1980 passà a dependre de la Direcció General de Joventut, creada aquell mateix any. Amb la llei 24/1998 es van modificar alguns punts del decret de creació, a fi de permetre una major representativitat i una major agilitat en el funcionament. L'activitat del Consell reflecteix i alhora impulsa els grans eixos del moviment juvenil català a la fi del segle xx. La promoció de l'associacionisme i la participació, l'obertura als moviments i organismes internacionals, les lluites contra el racisme i a favor de l'objecció de consciència i de la supressió del servei militar han estat constants de la seva actuació.
Són fites importants, en l'àmbit català, el II Congrés de la Joventut de Catalunya (1988) i, pel que fa a projecció exterior, la participació en la creació del Consell de la Joventut d'Espanya (1984) (d'on posteriorment es va retirar) i l'ingrés com a membre de ple dret en el Consell Europeu de Consells Nacionals de Joventut (CENYC), i el Fòrum de Joventut de les Comunitats Europees i el seu successor, el Fòrum Europeu de la Joventut / European Youth Forum (YFJ), organismes en què ha desenvolupat tasques importants, fins al punt que els seus representants hi han exercit els càrrecs de president o vicepresident. Manté lligams estables i trobades amb el Consell de Joventut de les Illes Balears i el Consell de la Joventut Valencià, amb els quals constitueix el Triangle Jove.

## Funcions i objectius del CNJC
El Consell Nacional de la Joventut de Catalunya té sis objectius bàsics:
1. Fomentar i promoure l'associacionisme i participació juvenil i, en general, la participació democràtica.
2. Promoure les relacions entre les entitats juvenils, també coordinar-les i dinamitzar-les.
3. Defensar els drets de les persones joves.
4. Fer de pont entre la gent jove i els poders públics per defensar els interessos de les persones joves a les institucions.
5. Impulsar informes i estudis propis o encàrrecs sobre matèries relacionades amb la joventut.
6. Projectar l'activitat del moviment associatiu català en l'àmbit internacional i fomentar la dimensió internacional del CNJC.

## Àmbits d'actuació
El Consell Nacional de la Joventut de Catalunya desenvolupa el seu pla de treball sobre la base dels principals àmbits que afecten el col·lectiu jove: Participació i associacionisme, Habitatge, Treball, Diversitat i cohesió social, Educació, Emancipació, Gèneres i LGTBIQ+, Internacionalismes, Justícia Climàtica, Justícia global, Migració i racisme i Territori.